# Austropassalus hultgreni
Austropassalus hultgreni is een keversoort uit de familie Passalidae. De wetenschappelijke naam van de soort is voor het eerst geldig gepubliceerd in 1917 door Mjoeberg.